# Bacino di Williston

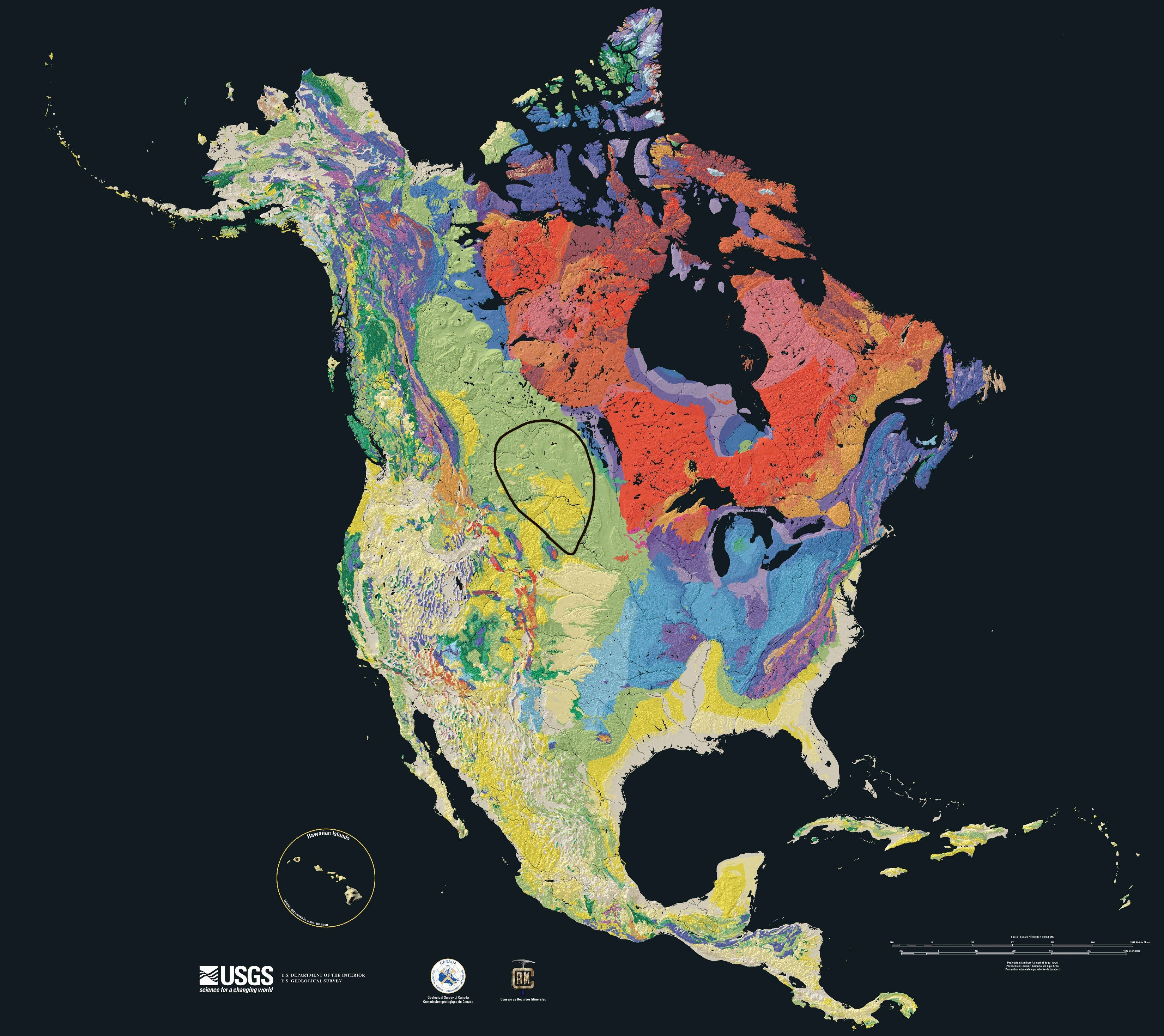
Posizionamento del bacino di Williston nel Nord America.

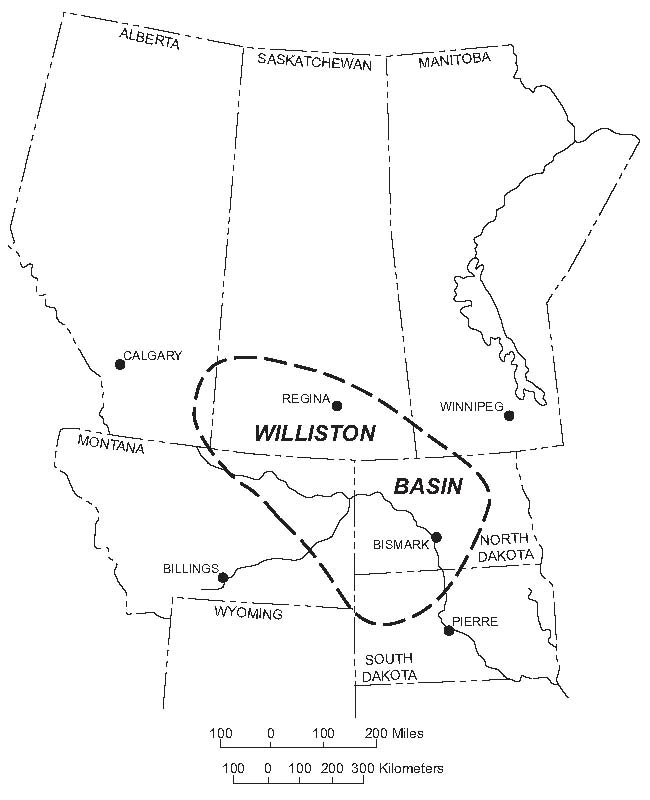
Localizzazione del bacino di Williston (USGS)

Il bacino di Williston è un vasto bacino sedimentario intracratonico situato negli stati nordamericani del Montana, Dakota del Nord, Dakota del Sud e nella parte meridionale del Saskatchewan; il bacino è noto per i suoi ricchi depositi di petrolio e potassa.
Il suo nome è collegato alla cittadina di Williston nel Nord Dakota, che si trova al suo centro.

## Geologia
Da un punto di vista geologico si tratta di un bacino strutturale, ma non di una depressione topografica. La depressione di forma ovale si estende per circa 765 km da nord a sud e per 480 km da est a ovest ed è intersecata dal fiume Missouri.
Il bacino di Williston si trova al di sopra di un antico basamento cristallino precambriano, collegato all'orogenesi trans-hudsoniana che si sviluppò in quest'area tra 1,8 e 1,9 miliardi di anni fa e che diede luogo a una zona strutturalmente debole che in seguito portò alla formazione di una concavità che produsse il bacino. Il basamento cristallino al centro del bacino, sottostante alla cittadina di Williston, si trova ad una profondità di 4900 metri.
La deposizione di sedimenti nell'area di Williston ebbe inizio durante il Cambriano, ma la subsidenza e il riempimento del bacino raggiunsero un maggior grado di intensità durante l'Ordoviciano, Siluriano e Devoniano, quando furono deposti spessi strati di calcare e dolomite, intervallati da minori depositi di arenaria, siltite, shale e evaporite. La subsidenza continuò su scala ridotta durante il Mississipiano per concludersi con il Pennsylvaniano.
La subsidenza riprese lievemente durante il Mesozoico, quando fu deposto uno spessore totale di sedimenti molto inferiore a quello del Paleozoico. Verso la fine del Cretacico, l'attività tettonica collegata all'orogenesi laramide rivitalizzò le strutture cristalline nel basamento del bacino per produrre anticlinali che oggi funzionano da trappole di petrolio.